# Army of Love
Az Army of Love egy kislemez Kerli észt énekesnőtől, második, 2011-ben megjelenő lemezéről. A dalt Kerli, Jean Baptiste, Mick McHenry és Ryan Buendia írta. A produceri munkákat Free School Music és Jean Baptiste végezte. 2010. december 16-tól ingyenesen volt letölthető Kerli weboldalán. 2011. április 12-től megvásárolhatóvá vált a kislemez, majd egy remix EP május 3-án látott napvilágot, annak második része pedig június 21-én jelent meg.

## Háttér
Kerli 2010. november 4-én jelentette be, hogy első promóciós kislemeze az albumról az Army of Love lesz, és a videóklip már majdnem kész.

## Videóklip
A hivatalos videóklip 2010. december 22-én jelent meg Kerli VEVO csatornáján. A munkálatok Észtországban zajlottak, néhány napot vettek igénybe. A munkálatok Kaimar Kukk vezetésével zajlottak.

## Számlista és formátumok
| - Digitális letöltés 1. Army of Love - 3:24 - Digitális remix EP 1. Army of Love (Mixin Marc & Tony Svejda Radio Edit) - 4:12 2. Army of Love (Chew Fu Rain Las Vegas Radio Edit) - 3:46 3. Army of Love (Sultan & Ned Shepard Radio Edit) - 3:39 4. Army of Love (Mixin Marc & Tony Svejda Remix) - 7:02 5. Army of Love (Chew Fu Rain Las Vegas Refix Extended Club) - 5:35 6. Army of Love (Sultan & Ned Shepard Extended Club Mix) - 5:15 7. Army of Love (Mixin Marc & Tony Svejda Instrumental) - 7:01 8. Army of Love (Chew Fu Rain Las Vegas Refix Dub) - 5:35 9. Army of Love (Sultan & Ned Shepard Club Dub) - 4:59 - Digitális remix EP, 2. rész 1. Army of Love (Extended Army) - 5:20 2. Army of Love (WAWA Edit) - 3:32 3. Army of Love (Cherry Cherry Boom Boom Edit) - 3:14 4. Army of Love (WAWA Extended Mix) - 6:17 5. Army of Love (Cherry Cherry Boom Boom Refreak Mix) - 4:39 6. Army of Love (DJ Lynnwood Club Mix) - 7:07 7. Army of Love (WAWA Dub) - 6:17 8. Army of Love (DJ Lynnwood Dub) - 6:09 | - Digital remix EP, 3. rész 1. Army of Love (Sonny Wharton Dub) - 6:30 2. Army of Love (Sonny Wharton Remix) - 6:29 3. Army of Love (Sonny Wharton Radio Edit) - 3:25 4. Army of Love (Riley & Durrant Radio Edit) - 3:37 5. Army of Love (Riley & Durrant Dub) - 5:18 6. Army of Love (Riley & Durrant Vocal Mix) - 5:48 |

## Megjelenések
| Ország           | Dátum              | Formátum                   |
| ---------------- | ------------------ | -------------------------- |
| Világszerte      | 2010. december 16. | Ingyenes letöltés          |
| Egyesült Államok | 2011. április 12.  | Digitális letöltés         |
| Egyesült Államok | 2011. május 3.     | Digitális remix EP         |
| Egyesült Államok | 2011. június 21.   | Digitális remix EP 2. rész |

## Fordítás
Ez a szócikk részben vagy egészben  az   Army of Love című angol Wikipédia-szócikk fordításán alapul.  Az eredeti cikk szerkesztőit annak laptörténete sorolja fel. Ez a jelzés csupán a megfogalmazás eredetét és a szerzői jogokat jelzi, nem szolgál a cikkben szereplő információk forrásmegjelöléseként.